# Episodi di In aller Freundschaft (diciottesima stagione)
La diciottesima stagione della serie televisiva In aller Freundschaft è stata trasmessa in anteprima in Germania da Das Erste tra il 6 gennaio 2015 e il 22 dicembre 2015.
| nº | Titolo originale              | Prima TV Germania |
| -- | ----------------------------- | ----------------- |
| 1  | Zwei Leben                    | 6 gennaio 2015    |
| 2  | Alte und neue Freundschaften  | 13 gennaio 2015   |
| 3  | Zukunftsmusik                 | 20 gennaio 2015   |
| 4  | Fehlurteil                    | 27 gennaio 2015   |
| 5  | Alles nur aus Liebe           | 3 febbraio 2015   |
| 6  | Alles auf Anfang              | 10 febbraio 2015  |
| 7  | Fehldiagnose                  | 17 febbraio 2015  |
| 8  | Keine Kompromisse             | 24 febbraio 2015  |
| 9  | Schutzengel                   | 10 marzo 2015     |
| 10 | Heureka!                      | 17 marzo 2015     |
| 11 | Blindflug                     | 24 marzo 2015     |
| 12 | Stürmische Ostern             | 31 marzo 2015     |
| 13 | Mit verdeckten Karten         | 14 aprile 2015    |
| 14 | Fauler Zauber                 | 21 aprile 2015    |
| 15 | Kurskorrekturen               | 12 maggio 2015    |
| 16 | Ein harter Schnitt            | 19 maggio 2015    |
| 17 | Ohne Netz und doppelten Boden | 26 maggio 2015    |
| 18 | Mit anderen Augen             | 2 giugno 2015     |
| 19 | Zu einem hohen Preis          | 9 giugno 2015     |
| 20 | Lauernde Schatten             | 16 giugno 2015    |
| 21 | 14:27                         | 23 giugno 2015    |
| 22 | Schlagabtausch                | 30 giugno 2015    |
| 23 | Krokodilstränen               | 7 luglio 2015     |
| 24 | Sternstunden                  | 14 luglio 2015    |
| 25 | Auge in Auge                  | 21 luglio 2015    |
| 26 | Spitzenbelastung              | 28 luglio 2015    |
| 27 | Aus der Spur                  | 18 agosto 2015    |
| 28 | Bittere Wahrheiten            | 25 agosto 2015    |
| 29 | Doppeltes Spiel               | 1º settembre 2015 |
| 30 | An die Nieren                 | 8 settembre 2015  |
| 31 | Tanz auf dem Vulkan           | 15 settembre 2015 |
| 32 | Hand aufs Herz                | 22 settembre 2015 |
| 33 | Wendemanöver                  | 6 ottobre 2015    |
| 34 | Gewissensprüfung              | 13 ottobre 2015   |
| 35 | Dämonen                       | 20 ottobre 2015   |
| 36 | In Teufels Küche              | 3 novembre 2015   |
| 37 | Auf unbekanntem Terrain       | 10 novembre 2015  |
| 38 | Mogelpackung                  | 24 novembre 2015  |
| 39 | Flächenbrand                  | 1º dicembre 2015  |
| 40 | Tabula rasa                   | 8 dicembre 2015   |
| 41 | Schwachpunkte                 | 22 dicembre 2015  |
| 42 | Frieden auf Erden             | 22 dicembre 2015  |